# Anacardium humile
Anacardium humile là một loài thực vật có hoa trong họ Đào lộn hột. Loài này được A.St.-Hil. mô tả khoa học đầu tiên năm 1831.

## Hình ảnh

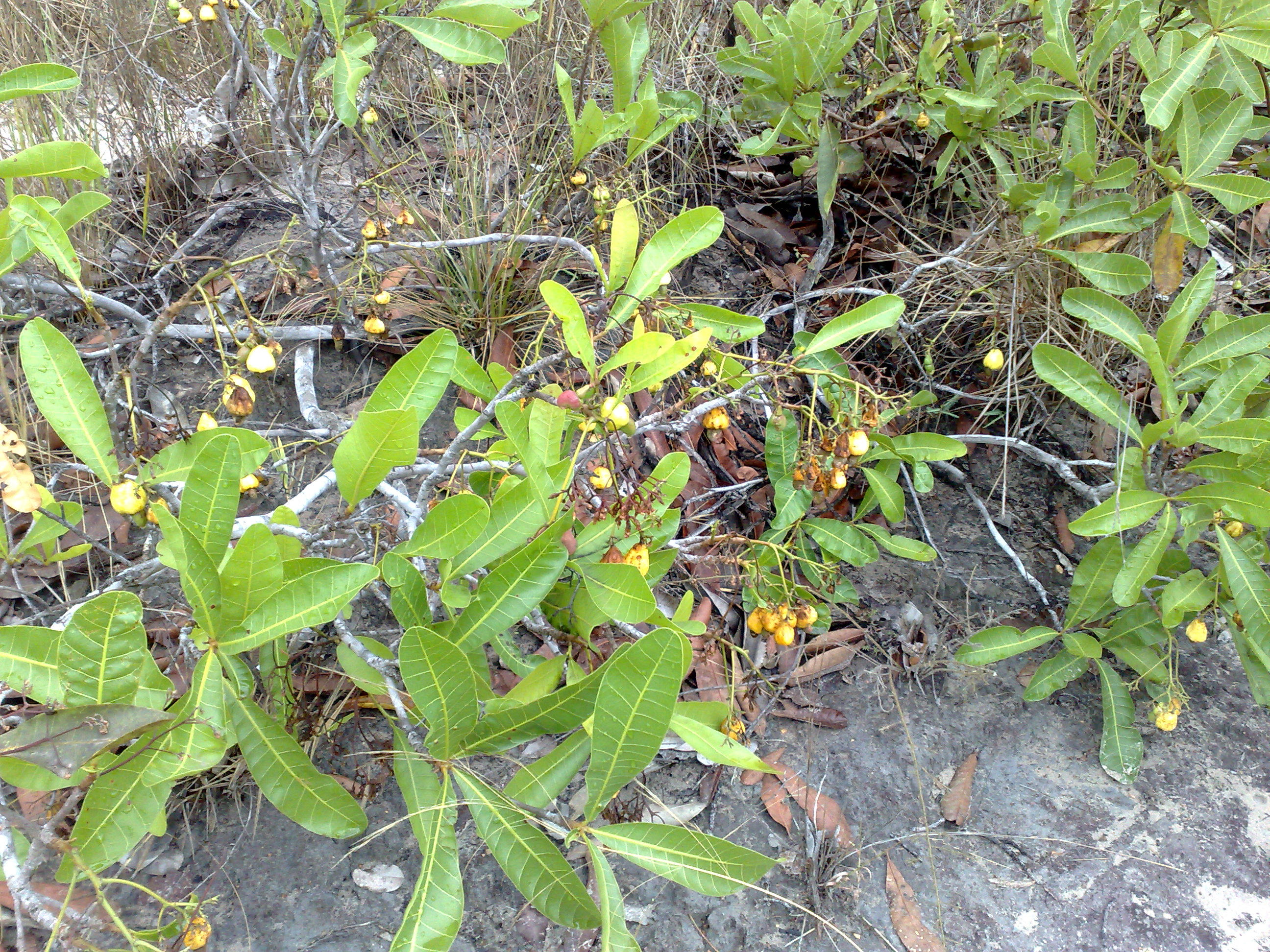
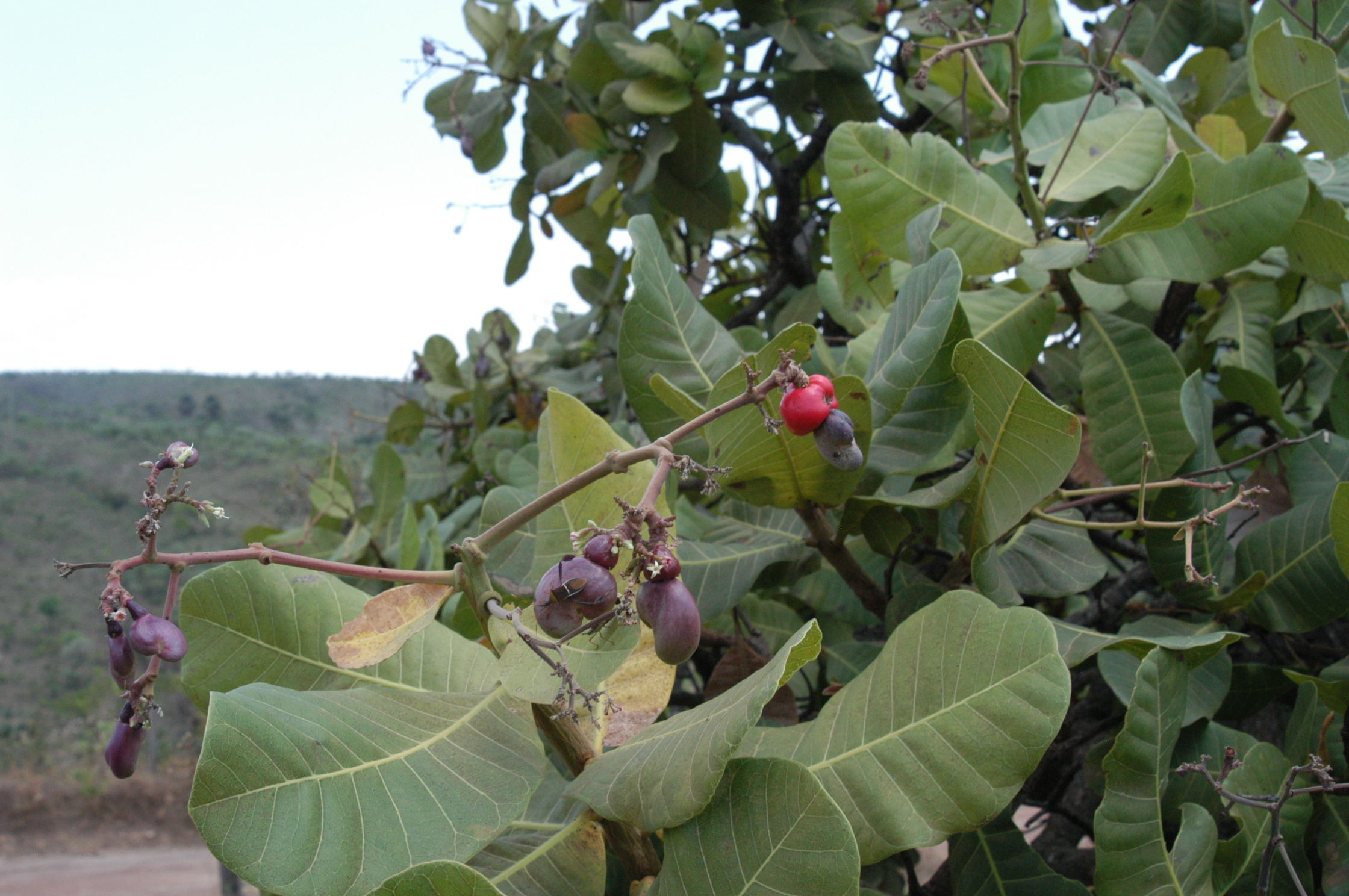
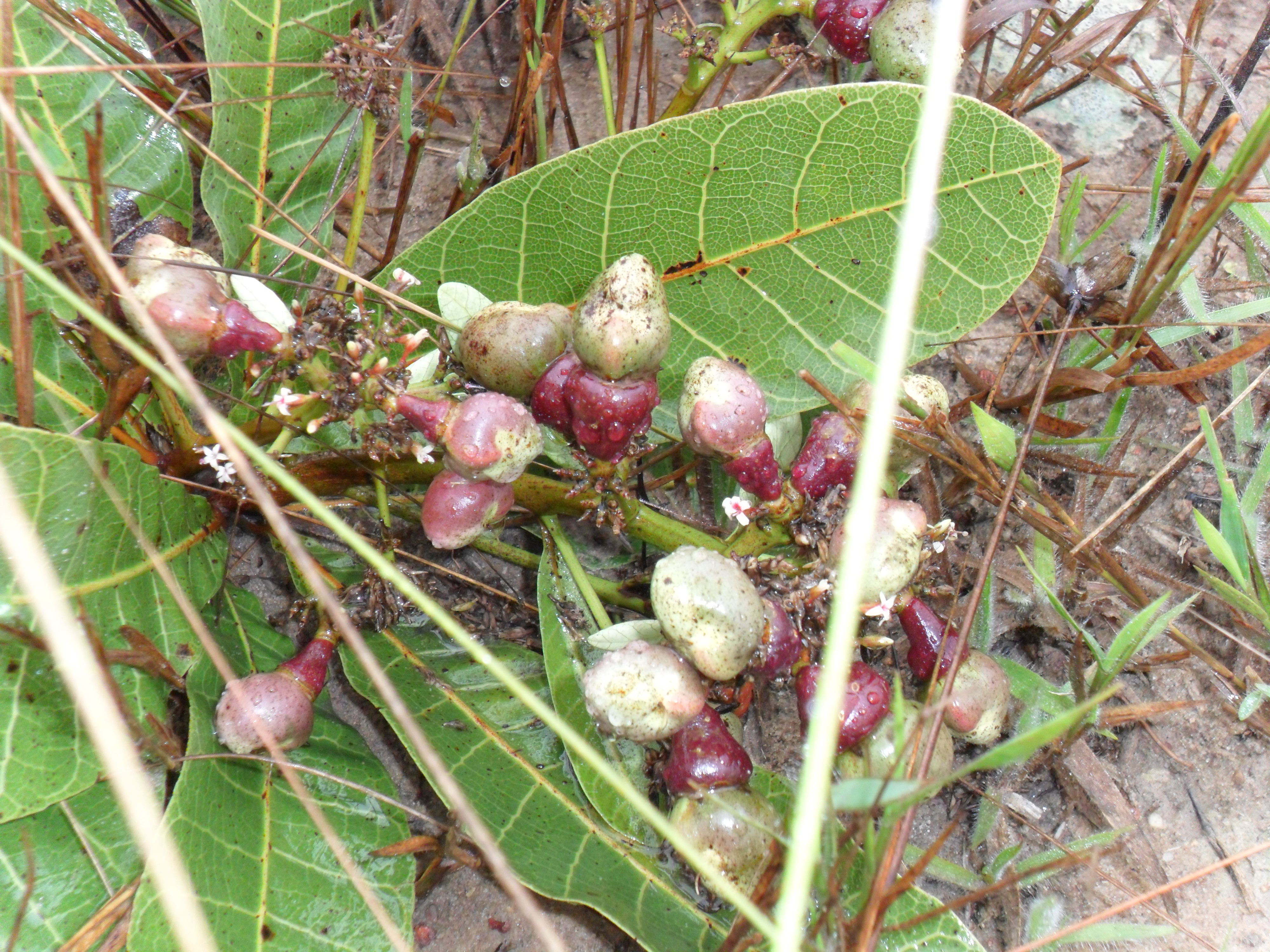
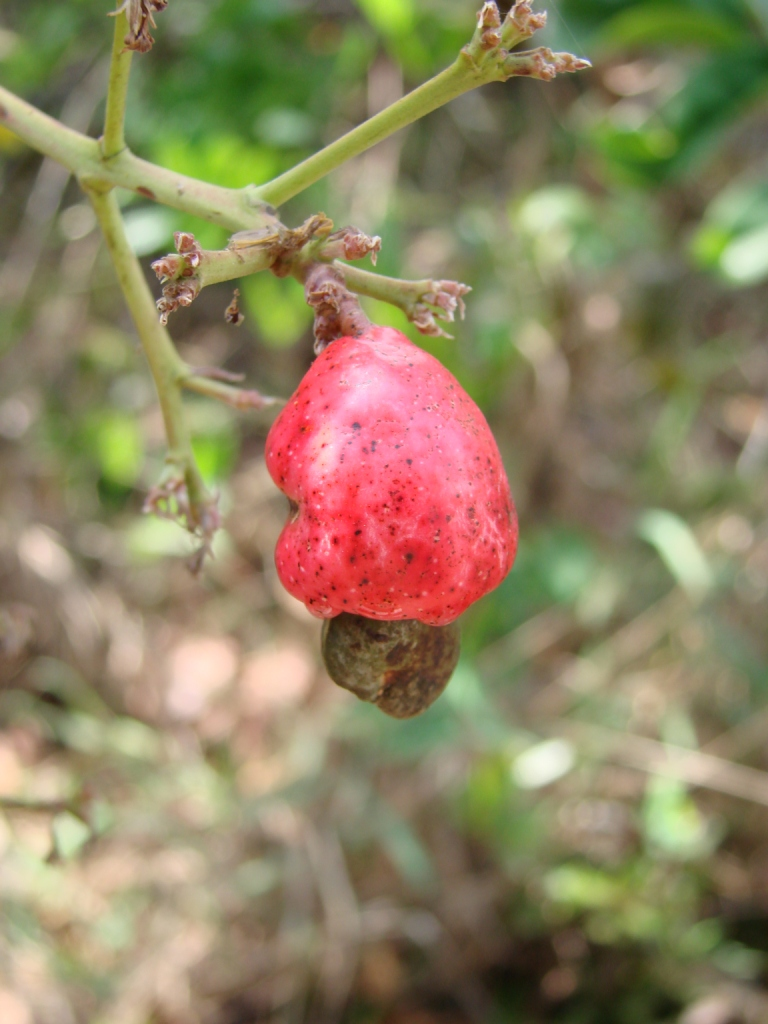